# Corno portafortuna

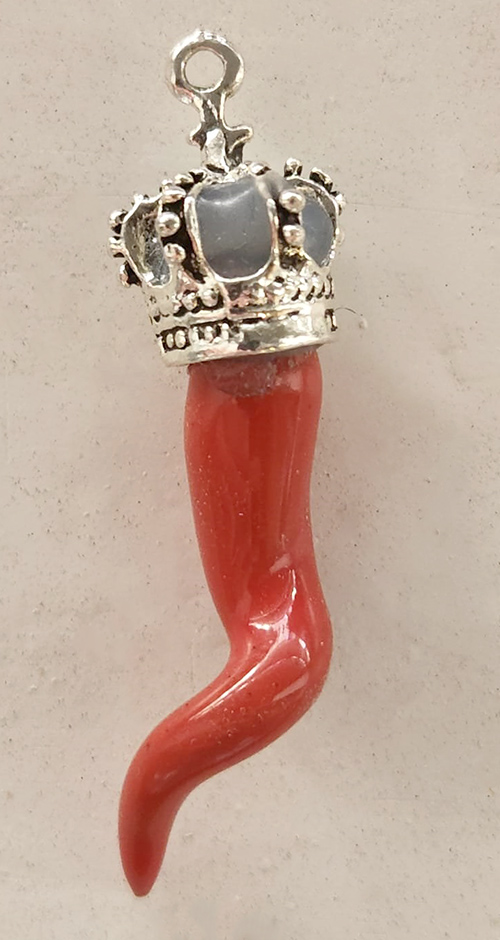
Cornetto rosso portafortuna

Il corno portafortuna, conosciuto anche come cornicello o cornetto (napoletano curniciello), è un amuleto tradizionale.
A volte è un gioiello metallico (d'oro o d'argento), ma spesso è prodotto in colore rosso. Il materiale tradizionale in tal caso è il corallo, sebbene sia più comune il corno rosso di plastica. Le dimensioni sono variabili e in alcuni casi l'oggetto reca alla base una coroncina. La forma e il colore del cornetto rosso ricordano quelli di un peperoncino.

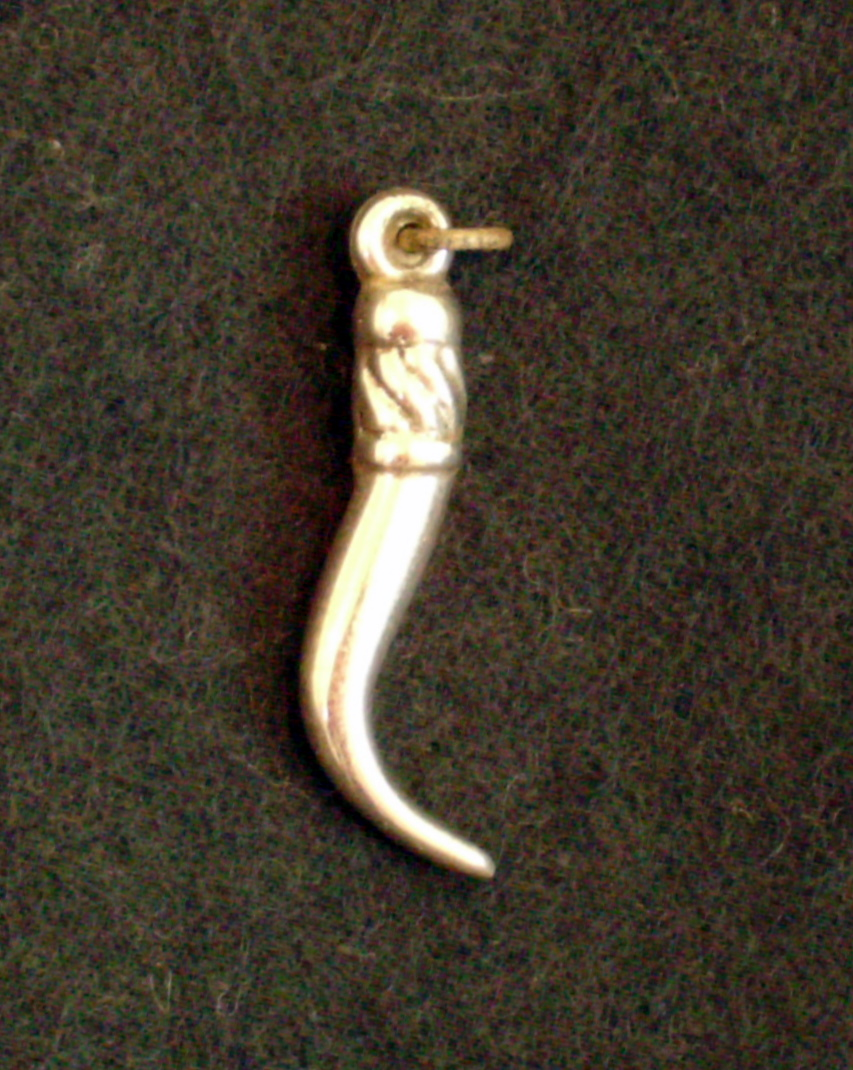
Cornetto d'argento

Si vuole che sia efficace contro il malocchio e la iettatura. La regione dove l'amuleto è più diffuso è la Campania (57%).
Il cornetto rosso è uno dei portafortuna più famosi di Napoli. La sua forma rappresenta il fallo di Priapo, dio della prosperità.

## Storia
Il simbolo del corno è ritenuto di buon auspicio fin dal neolitico per la sua forma fallica che lo rende un emblema di fertilità, virilità, forza fisica. Era usuale vedere un corno di toro appeso all'esterno delle capanne per propiziare la fertilità: quanto più un popolo era numeroso tanto maggiore era la sua potenza. Quest'ultimo significato è legato anche alla funzione delle corna negli animali che ne sono provvisti A sua volta, il colore rosso è simbolo di forza poiché richiama il sangue e il fuoco; ricorda inoltre per forma e colore un peperoncino, poiché si dice che bruci la lingua di chi parla male di chi possiede l'amuleto.
Il mito collega il corno portafortuna alla figura di Amaltea, nutrice di Zeus.